# الحادث الأمني
الحادث الأمني (بالإنجليزية: Computer Security Incident)‏ في أمن معلومات الحاسب يعرف الحادث الأمني على أنه الحدث أو مجموعة الحوادث ذات التأثير السلبي والتي تهدد أمن أنظمة الحاسب والشبكات.